# Gladstone (Illinois)
Gldstonen – wieś w stanie Illinois w hrabstwie Henderson w Stanach Zjednoczonych.